# Tamu (Birmania)
Tamu (birmano: တမူး) es una localidad de la región de Sagaing, en el norte de Birmania. Dentro de la región, Tamu es la capital del distrito-municipio homónimo.
En 2014 tenía una población de 43 737 habitantes, en torno a dos quintas partes de la población municipal.
Se ubica en la frontera con el estado indio de Manipur, unos 50 km al sureste de Imfal sobre la carretera AH1 que une dicha ciudad india con Naipyidó pasando por Sagaing. Por su ubicación, la localidad es un importante puesto fronterizo, desde el cual se ha proyectado la futura construcción de una autovía que recorra todo el país hasta la frontera con la localidad tailandesa de Mae Sot.
La localidad fue fundada en 1163, pero fue una localidad rural de menor importancia hasta 1925-1926, cuando una expedición británica comenzó a utilizar los caminos de la zona para unir Imfal con la Birmania británica. En la Segunda Guerra Mundial, las tropas británicas construyeron la actual carretera de Imfal a Tamu por ser un paso estratégico para ambos bandos.

## Clima
| Parámetros climáticos promedio de Tamu, Myanmar (1981–2010) | Parámetros climáticos promedio de Tamu, Myanmar (1981–2010) | Parámetros climáticos promedio de Tamu, Myanmar (1981–2010) | Parámetros climáticos promedio de Tamu, Myanmar (1981–2010) | Parámetros climáticos promedio de Tamu, Myanmar (1981–2010) | Parámetros climáticos promedio de Tamu, Myanmar (1981–2010) | Parámetros climáticos promedio de Tamu, Myanmar (1981–2010) | Parámetros climáticos promedio de Tamu, Myanmar (1981–2010) | Parámetros climáticos promedio de Tamu, Myanmar (1981–2010) | Parámetros climáticos promedio de Tamu, Myanmar (1981–2010) | Parámetros climáticos promedio de Tamu, Myanmar (1981–2010) | Parámetros climáticos promedio de Tamu, Myanmar (1981–2010) | Parámetros climáticos promedio de Tamu, Myanmar (1981–2010) | Parámetros climáticos promedio de Tamu, Myanmar (1981–2010) |
| Mes                                                         | Ene.                                                        | Feb.                                                        | Mar.                                                        | Abr.                                                        | May.                                                        | Jun.                                                        | Jul.                                                        | Ago.                                                        | Sep.                                                        | Oct.                                                        | Nov.                                                        | Dic.                                                        | Anual                                                       |
| ----------------------------------------------------------- | ----------------------------------------------------------- | ----------------------------------------------------------- | ----------------------------------------------------------- | ----------------------------------------------------------- | ----------------------------------------------------------- | ----------------------------------------------------------- | ----------------------------------------------------------- | ----------------------------------------------------------- | ----------------------------------------------------------- | ----------------------------------------------------------- | ----------------------------------------------------------- | ----------------------------------------------------------- | ----------------------------------------------------------- |
| Temp. máx. media (°C)                                       | 26.0                                                        | 28.8                                                        | 32.9                                                        | 34.7                                                        | 34.3                                                        | 32.5                                                        | 31.5                                                        | 32.0                                                        | 31.8                                                        | 31.3                                                        | 29.3                                                        | 26.3                                                        | 31.0                                                        |
| Temp. mín. media (°C)                                       | 7.6                                                         | 9.9                                                         | 14.1                                                        | 18.1                                                        | 20.4                                                        | 22.1                                                        | 22.1                                                        | 21.8                                                        | 21.3                                                        | 18.7                                                        | 14.3                                                        | 9.1                                                         | 16.6                                                        |
| Lluvias (mm)                                                | 5.0                                                         | 14.5                                                        | 34.3                                                        | 65.7                                                        | 189.9                                                       | 403.1                                                       | 461.2                                                       | 411.8                                                       | 368.0                                                       | 202.8                                                       | 38.6                                                        | 10.2                                                        | 2205.1                                                      |
| Fuente: Norwegian Meteorological Institute                  |                                                             |                                                             |                                                             |                                                             |                                                             |                                                             |                                                             |                                                             |                                                             |                                                             |                                                             |                                                             |                                                             |